# Баде Самарканди
Мухаммад Баде ибн Мухаммад Шариф Самарканди, более известный как Баде Самарканди и Малехо — поэт, писавший в основном на узбекском тюрки и частично на персидском языке. Также известен как литературовед и писатель.
Родился в 1641 году в Самарканде. По окончании своего трехлетнего путешествия по городам Ирана и Мавераннахра, в 1692 году написал тазкиру «Музаккир уль-асхаб». В этой книге он написал о биографии и творчестве 203 персидских и тюркских поэтов, которые жили в XVII веке в Иране и Мавераннахре. Также написал множество стихов в восточных жанрах.